# Mossendjo
Mossendjo este un oraș din Republica Congo.